# Capitulare Haristalense (mars 779)

Droit romano-germain
Droit du haut Moyen Âge
Karoli M. capitulare Primum Capitulare episcoporum  (779)
Le capitulaire de Herstal ou Capitulare Haristalense est le second capitulaire de Charlemagne. Il est connu pour être son premier texte destiné à organiser le fonctionnement du royaume, en particulier sur la question financière. Il a pour effet le rétablissement de l'ordre dans l'Église et dans l'État ainsi que le renforcement du pouvoir royal. Il est élaboré dans le cadre d’une assemblée mixte du royaume (comtes et évêques) en mars 779 ; son objectif est de réorganiser les principaux domaines de la vie religieuse et publique.

## Contexte
L’assemblée des comtes et des évêques s'est réunie à Herstal, résidence préférée de Charlemagne pendant 15 ans, à la suite d’une grave crise politique liée au désastre de l’expédition en Espagne, au soulèvement des Saxons qui ont menacé Cologne, mais aussi à la crainte d’autres révoltes en Aquitaine et en Septimanie. À tout cela s’est ajoutée une sévère famine contre laquelle Charlemagne a tenté de lutter avec le deuxième capitulaire de Herstal de 779. François-Louis Ganshof a écrit « (...) qu’il est permis de croire que dans la pensée de Charlemagne et de ses conseillers, la crise de 778 aura été interprétée comme un avertissement du Ciel d’avoir à extirper de scandaleux abus et à faire régner la justice. »

## Le problème des deux capitulaires de Herstal
Deux capitulaires sont élaborés en mars 779. L’enquête fouillée de Mordek établit la datation de mars 779 et associe les deux capitulaires, là où Boretius penchait pour le début de l’année 780 et Ganshof pour 792-793. On les trouve aussi nommés comme « le double capitulaire de Herstal ».

## Contexte intellectuel de l’élaboration de son contenu
Julien Maquet a démontré que "la lettre que le clerc Cathwulf (...) a adressée à Charlemagne [lui] semble raisonnablement constituer une des clefs importantes de compréhension de ce capitulaire et, par ricochet, de l’ensemble des réformes voulues par Charlemagne.

## Contenu

### Nature et contenu général
C'est le premier texte à utiliser le terme capitulare dans le même sens que constitutio, decretum ou encore edictum , termes à forte connotation « législative » liée à l’autorité impériale durant le Bas-Empire. Carlo De Clercq, en 1936, qualifiait, le capitulaire de 779, de « charte constitutive que donne Charlemagne à tous les territoires de l’ancien royaume franc ». Même si, dans nombreux cas, il ne fait que confirmer des dispositions antérieures, l’impact qu’il a eu sur différents capitulaires ultérieurs et sur les réformes entreprises par Charlemagne est réel que ce soit dans le domaine ecclésiastique, institutionnel, juridique ou économique.

### Naissance de la haute et de la basse justice du Moyen Âge.
Les comtes vont voir leur pouvoir de justice limité. Il ne vont présider les mallus que pour les affaires importantes appelées majores causae, c'est-à-dire « les causes majeures » (vol, incendie et crime de sang). Les affaires mineures (minores causae) seront jugées par les assesseurs du comte, ceux que l’on appelle les « centeniers » ou « viguiers » dont le tribunal se réunit environ deux fois par mois.
Cette distinction entre causes mineures et majeures, entre tribunal du comte et du centenier, est à l’origine de la distinction entre la haute et la basse justice. Au Moyen Âge classique, les seigneurs haut-justiciers vont hériter de la justice comtale, tandis que les seigneurs bas-justiciers hériteront des causes mineures jugées par les viguiers.
Julien Maquet s'est appuyé sur Jean-Marie Carbesse pour dire que « sur le plan de l’histoire du droit et de la justice, les majores causae furent, en quelque sorte, les précurseurs, devant les juridictions échevinales du Moyen Âge central, des notions de grand ban, puis, au Bas Moyen Âge, de haute justice ». De même, la compétence en matière de statut de l’homme libre et de l’alleu était l’une de celles qui permirent aux curiae présidées par un agent revêtu de la dignité comtale, en référence aux dispositions de l’époque carolingienne, de conserver une supériorité institutionnelle sur les curiae présidées par les autres hommes libres, mais non pourvus de la dignité comtale.

### Maintien des anciennes règles de procédure
Le principe de la procédure carolingienne est le même que la procédure mérovingienne : elle est accusatoire, orale et formaliste sauf à la cour où on admet l'écrit. Ce sont les principes des droits barbares qui perdurent. La preuve incombe toujours au défendeur et celui-ci peut toujours se disculper grâce au serment purgatoire qui nécessite toujours la réunion de co-jureurs. S’il est contesté, le recours ultime du juge carolingien reste toujours l’ordalie, bien que l’Église y soit totalement opposée. Pour Charlemagne, cela reste le jugement de Dieu et décourage donc les faux serments qui sont des offenses à Dieu.

### L'impact du capitulaire de Herstal sur les juridictions

#### La juridiction épiscopale sur les clercs
La capitulaire de Herstal débute par des articles qui concernent les clercs, l’organisation de l’Église et, en particulier, l’autorité des archevêques (art. 1er) et des évêques (art. 2 et surtout art. 5). 
L’article 1er affirme plus qu'avant l’autorité des évêques métropolitains sur leurs suffragants :

« De metropolitanis, ut suffraganii episcopi eis secundum canones subiecti sint, et ea quae erga ministerium  llorum emendanda cognoscunt, libenti animo mendent atque corrigant. »

Il induit aussi le caractère d’instance de recours – qui n’est pas un droit d’appel au sens actuel du terme – de la juridiction de l’archevêque à l’égard des affaires épiscopales . Ces dispositions, tout en étant élargies, sont reprises par l’Admonitio generalis en 789 et le synode de Francfort en 794. Elles se retrouvent également, au début du XIe siècle, dans le Décret de Burchard de Worms.

L'article 4 reconnaissait déjà la potestas canonique de l’évêque sur les prêtres et les clercs de son diocèse (plus tard, l'article 28 de l'Admonitio generalis, reprenant le canon 9 du concile de Chalcédoine de 451, précisait également que les litiges entre clercs relevaient de la compétence de la juridiction épiscopale. Cette dernière disposition est d’ailleurs rappelée au synode de Francfort.
Il s’agit là d’une étape fondamentale pour l’histoire de la juridiction épiscopale et, de manière générale, de l’histoire des institutions, car la réaffirmation de cette compétence exclusive du tribunal épiscopal demeura une réalité institutionnelle tangible jusqu’à la fin de l’Ancien Régime et ce, en concurrence directe avec les juridictions publiques
L'article 5 sur l'inceste réaffirme le caractère ordinaire de l’autorité épiscopale sur tous les prêtres et clercs installés sur le territoire d’un même diocèse, membres du clergé séculier et du clergé régulier puisqu'il a l'autorité au sein de leur paroisse :

« Ut episcopi de incestuosis hominibus emendandi licentiam habeant, seu et de viduis infra sua parrochia potestatem habeant ad corrigendum. »

Les clercs devaient être attachés à un diocèse et ne pouvaient être reçus ou ordonnés dans aucune dignité par quelque autre évêque sans l’autorisation de leur évêque diocésain.

#### La juridiction épiscopale sur les laïcs
Charlemagne confia également aux évêques un pouvoir juridictionnel sur les laïcs pour assurer la répression de l’ensemble des infractions contraires à l’idéal chrétien. Ces dispositions firent l’objet d’une définition plus élaborée dans le capitulaire programmatique (802).

##### L'homicide
Les dispositions qui traitent des homicides apparaissent déjà dans le capitulaire de Herstal à l'article 8 : il est indiqué que ceux-ci ainsi que les autres accusés devant être exécutés à mort selon les « lois », ne bénéficiaient pas du droit d’asile reconnu aux églises. S’ils se réfugiaient quand même dans une église, de la nourriture ne pouvait leur être donnée afin qu’ils finissent par se soumettre à la justice.

« Ut homicidas aut caeteros reos qui legibus mori debent, si ad ecclesiam confugerint, non excusentur, neque eis ibidem victus detur. »

Dès 779, ces dispositions indiquent clairement une volonté de renforcement de la répression de ce type d’infraction. On retrouvera cette disposition, afin d'assurer la pax, la concordia et l'unanimitas entre tous les chrétiens dix ans plus tard dans l'Admonitio generalis, :

« Omnibus. Ut pax sit et concordia et unanimitas cum omni populo christiano inter episcopos, abbates, comites, iudices et omnes ubique seu maiores seu minores personas, quia nihil Deo sine pace placet (...). »

Dans le même domaine, afin de mettre fin à la pratique de la vengeance (la faide), celle-ci devait obligatoirement être réglée par le paiement et l'acceptation du wergeld tandis que les récalcitrants seraient jugés par Charlemagne et punis d'exil. Elle devient un crime passible des tribunaux publics en 802. Ainsi, concrètement, celui « qui aurait pu tirer vengeance d’une atteinte portée à son clan ne pouvait refuser le prix du sang offert par l’auteur du forfait ». De même, que « celui-ci ne pouvait refuser de verser le prix du dommage causé, la composition ». Le texte du capitulaire indique aussi que cette mesure tendait à éviter que, par la faute de celui qui refusait la composition, le dommage ne s’accrût :

« Si quis pro faida precium recipere non vult, tunc ad nos sit transmissus, et nos eum dirigamus ubi damnum minime facere possit. Simili modo et qui pro faida pretium solvere noluerit nec iustitiam exinde facere, in tali loco eum mittere volumus ut per eum maior damnum non crescat. »

Cette disposition sera reprise dans l'Admonitio generalis de 789 et le capitulaire de Thionville en 805.

##### L'inceste
L'article 5 concerne l’inceste :

« Ut episcopi de incestuosis hominibus emendandi licentiam habeant, seu et de viduis infra sua parrochia potestatem habeant ad corrigendum. »

Cette infraction pouvait, semble-t-il, être définie comme toute alliance entre parents jusqu’au 5e degré ; c’est, en tout cas, la définition qu’en donnera le capitulaire de l’évêque Haito de Bâle (806/813):

« Vigesimi primo, ut sciant et intellegant, quid sit incesti crimen (...) Id est, ut nullus sibi accipiat de propinquitate usque in quinto genu. »

Il s’agit de la seule infraction à connotation sexuelle qui fasse l’objet d’une attention spécifique en 779.

### Apparition d'autres institutions et embryons de la paix de Dieu

#### Dîme et dispositions commerciales
La capitulaire, dans son article 7, rend obligatoire la dîme paroissiale, impôt instauré par son prédécesseur dès 756. Elle doit être payée par tous, sur tout le royaume franc, y compris sur les domaines personnels du roi. Elle est administrée sous le contrôle de l’évêque même si une portion de celle-ci revient néanmoins à l’assistance aux pauvres de la paroisse.
Par ailleurs, deux importantes institutions commerciales apparaissent également, à savoir, d’une part le marché et d'autre part, le tonlieu, dont l’installation dans des lieux autres que ceux qui existaient « dans les temps anciens » avait déjà été interdite par Pépin III:

« De toloneis qui iam antea forbanniti fuerunt, nemo tollat nisi ubi antiquo tempore fuerunt. »

#### Protection des plus faibles
Enfin, le capitulaire montre la préoccupation du roi ou de son représentant, aidé en cela par les évêques, d’assurer la protection des plus faibles, les clercs, mais aussi les veuves, dont le juge naturel était l’évêque (art. 5), ainsi que les voyageurs qui se rendaient soit au palais – ce qui était censé garantir le bon fonctionnement des institutions – soit ailleurs.

## Conservation
Ce capitulaire comporte 10 pages. Il est sauvegardé à Saint-Gall (Suisse). Il est aussi consultable en version digitale et en quatre langues au sein de l'espace permanent du musée Charlemagne à Herstal.